# Le Sixième Jour (album)
Le Sixième Jour è una raccolta della cantante italo-francese Dalida, pubblicata nel 1986 da Carrere. 
Questo album contiene 11 brani tra cui l'ultima canzone interpretata da Dalida prima della sua morte. Il brano, che dà anche il nome all’album, venne composto come colonna sonora dell'omonimo film Le Sixième Jour, ispirato dal romanzo di Andrée Chedid, diretto da Youssef Chahine ed interpretato dalla stessa Dalida nel ruolo di protagonista, nel 1986.
La canzone sarà ampiamente pubblicizzata dall'artista, che la interpreterà anche alla televisione francese in più occasioni: l'ultima tra queste nel febbraio del 1987, pochi mesi prima della sua scomparsa, nel programma Tout le monde le Sait di Jaques Martin.
Nella raccolta vi sono inoltre alcuni dei più celebri pezzi della carriera di Dalida, quali Gigi l'amoroso, Il venait d'avoir 18 ans, Salma ya salama, Paroles paroles e J'attendrai.

## Tracce
Lato A
1. Le sixième jour
2. Fini, la comédie
3. J'attendrai
4. Paroles, paroles
5. Il venait d'avoir 18 ans
6. Salma ya salama (versione egiziana)

Lato B
1. Pour te dire je t'aime
2. Ti amo
3. Kalimba de Luna (versione inglese)
4. Parle plus bas (Le parrain)
5. Gigi l'amoroso